# Milan Acimović
Milan Acimović (Pinosava, 31 de mayo de 1898-Zelengora, 25 de mayo de 1945), abogado y político serbio, primer representante de la primera administración colaboracionista serbia en la Serbia ocupada por el Eje.

## Periodo de entreguerras
Acimović se destacó durante las dos décadas de entreguerras como un acérrimo anticomunista. Sirvió como jefe de la policía de la capital. En 1939 desempeñó brevemente el cargo de ministro del Interior con Milan Stojadinović.

## En la guerra mundial

### La Junta de Comisarios

Serbia durante la Segunda Guerra Mundial. El territorio estuvo bajo ocupación militar germano-búlgaro y el Banato bajo administración autónoma de la minoría alemana.

Tras la derrota yugoslava en la invasión alemana de abril de 1941. Serbia, aproximadamente con sus fronteras anteriores a las Guerras Balcánicas de 1912-1913, quedó bajo ocupación militar alemana. Pronto los alemanes, escasos de tropas para mantener la ocupación, decidieron formar un órgano administrativo colaboracionista que facilitase la gestión del territorio, pero sin concederle el rango de Gobierno. Se formó entonces una Junta de Comisarios, presidida por Acimović (30 de mayo de 1941). La nueva administración se componía de personas muy relacionadas con los gobiernos de entreguerras y que antes de la invasión se habían mostrado favorables a la adhesión de Yugoslavia al Pacto Tripartito. A pesar de su anticomunismo y convencimiento de la victoria final de Alemania en la guerra, nunca contaron con la confianza total de Hitler por ser serbios.
Este mantuvo desde el comienzo contactos con el dirigente de la resistencia Draža Mihajlović. El comandante de la gendarmería serbia con Acimović y más tarde también con su sucesor Milan Nedić brindó cierta ayuda al recién creado movimiento insurgente de Mihajlović.
La Junta presidida por Acimović debía encargarse de las tareas habituales de la administración del territorio y, teóricamente, del mantenimiento del orden. Con fuerzas de seguridad insuficientes fue, sin embargo, incapaz de hacerlo a partir de julio cuando estalló la insurrección dirigida por el Partido Comunista de Yugoslavia. La falta de tropas de ocupación suficientes para aplastar la revuelta llevó a los mandos alemanes a decidirse a sustituir la junta de Acimović por un nuevo gobierno encabezado por una figura con fama de fuerza, el general Milan Nedić. La combinación de una figura de autoridad con el permiso alemán de aumentar las fuerzas a disposición del nuevo Gobierno debía permitir a los serbios acabar con la insurrección sin que eso requiriese el traslado a Serbia de unidades alemanas.

### En el Gobierno de Nedić
Tras su relevo por Nedić, Acimović permaneció en la administración colaboracionista como ministro del Interior del general. Conocedor de la red de agentes de Mihajlović en Belgrado, no actuó contra ella  y le facilitó cierta asistencia.
En marzo de 1942 Acimović se entrevistó con Mihajlović, que reiteró su oferta de colaborar con el gobierno de Nedić y los alemanes contra las unidades partisanas, oferta que el comandante alemán, el general Paul Bader, rechazó.
En octubre, poco antes de la liberación de Belgrado por el Ejército soviético y los partisanos, fue evacuado a Viena donde, junto con dos oficiales chetniks, sirvió de enlace principal entre Mihajlović y el enviado especial del Tercer Reich a Yugoslavia, Hermann Neubacher. Falleció en combate contra los partisanos cerca del monte Zelengora en mayo de 1945.